# ناصر خضر
ناصر خضر (بالدنماركية: Naser Khader)‏ (ولد في 1 يوليو 1963 في دمشق بسوريا) لأب فلسطيني وأم سورية. هو عضو في البرلمان الدنماركي كما أنه مؤسس وزعيم حزب تحالف جديد (بالدنماركية:Ny Alliance) بدئاً من 7 مايو 2007. وقد كان قبل ذلك نائباً في البرلمان عن حزب اليسار الراديكالي (بالدنماركية: Det Radikale Venstre).
جاء حزب تحالف جديد بنتائج مخيبة في انتخابات 2007 وتم تغيير اسم الحزب إلى التحالف الليبرالي في 27 أغسطس 2008. وفي يناير 2009 تخلى ناصر خضر عن زعامته للحزب وتحول لفترة وجيزة إلى عضو مستقل في البرلمان الدنماركي. لكنه سرعان ما التحق بصفوف حزب الشعب المحافظ.
عرف عنه العداء للإسلام فقد أيد الرسوم الكاريكاتورية المسيئة للنبي محمد واقترح كبرلماني حظر النقاب الذي ترتديه بعض النسوة المسلمات، ومعاقبة من تخالف ذلك. غير أنّ اقتراحه هذا قوبل بالرفض من قبل وزيرة الاندماج بيرثه غون التي حذرت من التدخل فيما يرتديه الناس وفرض عقوبات عليهم على هذا الأساس. يدعو إلى التعايش السلمي للديمقراطية والإسلام.
أسس عقب أزمة الرسوم الكاريكاتورية المسيئة للنبي محمد -ص- في الدنمارك حركة جديدة باسم المسلمون المعتدلون والتي عرفت لاحقاً باسم جمعية المسلمون الديمقراطيون. أثار ناصر خضر غضب المسلمين بسبب مواقفه المؤيدة لهذه للرسوم وتنديده بالحملات التي شنها دعاة وأئمة مسلمون ضد الدنمارك  وبسبب تصريحاته والتي اعتبر فيها نفسه ديمقراطياً ودنماركياً قبل أن يكون مسلماً 
يدعو أيضاً لمحاربة الشريعة الإسلامية حيثما وجدت.

## وصلات خارجية
- ناصر خضر على موقع IMDb (الإنجليزية)
- ناصر خضر على موقع قاعدة بيانات الفيلم (الإنجليزية)
- موقع ناصر خضر (بالدنماركية)
- موقع ناصر خضر (بالإنجليزية)
- موقع حزب تحالف جديد الذي أسسه ناصر خضر عام 2007